# Shay Hazan
Shay Hazan (hebräisch שי חזן; * 22. November 1989) ist ein israelischer Jazzmusiker (Kontrabass, Gimbri, Perkussion).

## Leben und Wirken
Hazans musikalische Wurzeln reichen in die marokkanischen Gnawa-Musik; daher spielt er häufig als Nebeninstrument Gimbri, die traditionelle dreisaitige hautbedeckte Laute. Inspiriert ist seine Musik auch von Strömungen des Hip-Hop und der Chicagoer Free-Jazz-Szene der 1960er-Jahre. Ab den 2010er-Jahren spielte er in der Avantgarde-Szene von Tel Aviv in den Formationen Yael & The Mothers, im Albert Beger Quartet (Freedom Is An Option, 2015), mit Ziv Taubenfelds Full Sun und mit Jonathan Sacharof in מלך אפס. Mit Albert Beger entstand 2017 die EP Black Mynah. Mit Taubenfeld und dem Schlagzeuger Nir Sabag nahm er im Trio Bones drei Alben auf, die zwischen 2016 und 2019 international veröffentlicht wurden und trat erfolgreich beim North Sea Jazz Festival 2017 auf.
Mit seiner eigenen Gruppe, deren Kern er mit dem Saxophonisten Eyal Netzer und dem Schlagzeuger Haim Peskoff bildet, spielte Hazan zwei Alben ein, zunächst das Album Good Morning Universe (bei dem Beger als zweiter Saxophonist, der Cellist Nadav Masel und als zweiter Drummer Ofer Bymel im Sextett mitwirkten), dann das Album Domestic Peace (OutNow Recordings 2018, bei dem Trompeter Tal Avraham und Pianist Milton Michaeli zum Quintett vervollständigten). 2018 nahm er im Trio mit Peskoff und Michaël Attias die EP Avocado Fields auf. Hazan wohnt in Tel Aviv-Jaffa.

## Diskografische Hinweise
- Ziv Taubenfeld, Shay Hazan, Nir Sabag: Bones (Leo Records, 2016)
- Bones: Haberdashery (Leo Records, 2017)
- John Dikeman / Shay Hazan / Aleksandar Skoric: New Sadness (2018)
- Good Morning Universe (NoBusiness, 2019)[4]
- Bones - Zir Taubenfeld / Shay Hazan / Nir Sabag: Reptiles (NoBusiness Records, 2019)
- Rooftop Session (2020), mit Abate Berihun, Shay Zelman
- Nuff Headlines (2021), mit Tal Avraham, Eyal Netzer, Milton Michaeli, Haim Peskoff
- Albert Beger / Ziv Taubenfeld / Shay Hazan / Hamid Drake: Cosmic Waves (NoBusiness, 2024)